# Jan Czekanowski

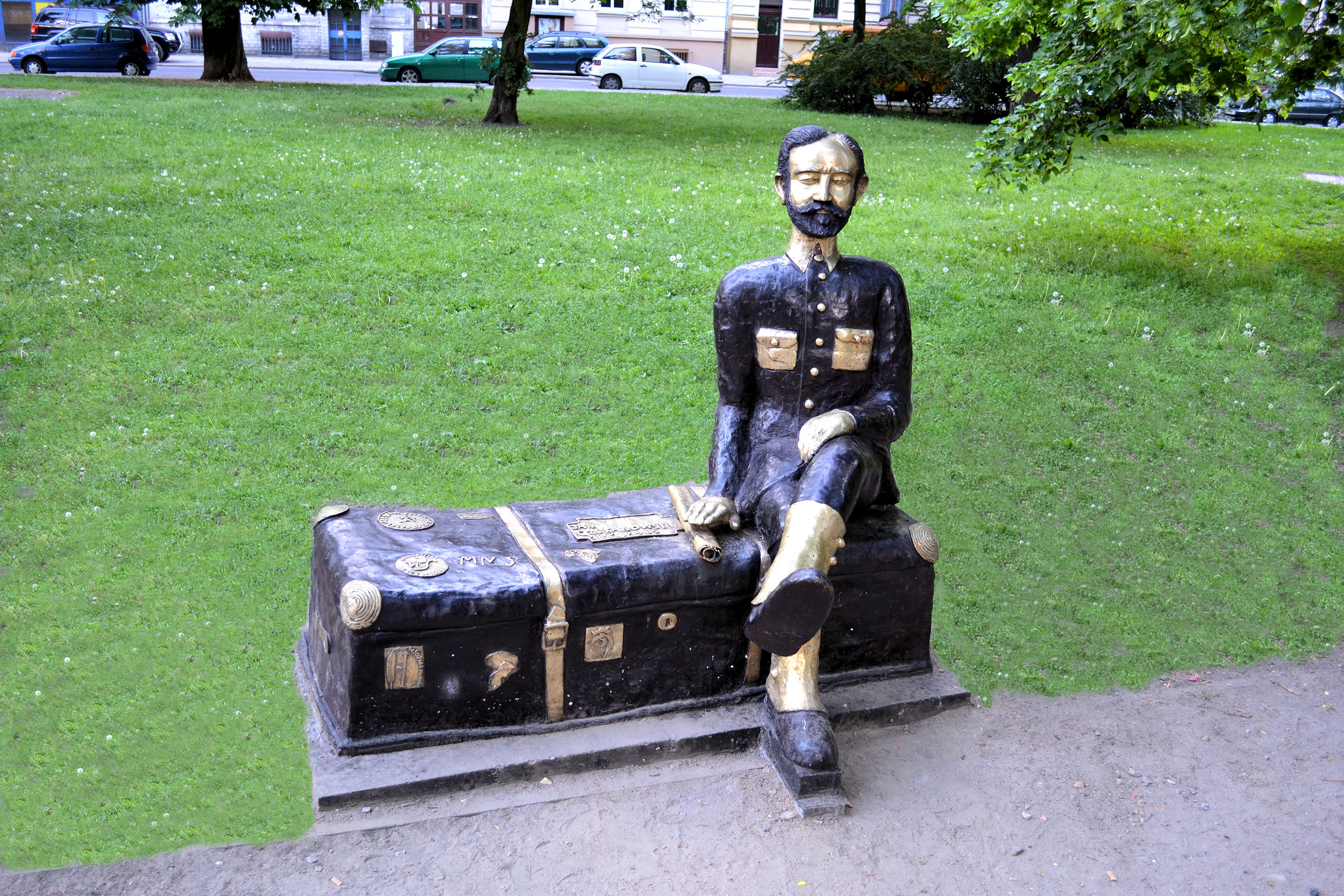
Pomnik Jana Czekanowskiego na pl. Andersa w Szczecinie

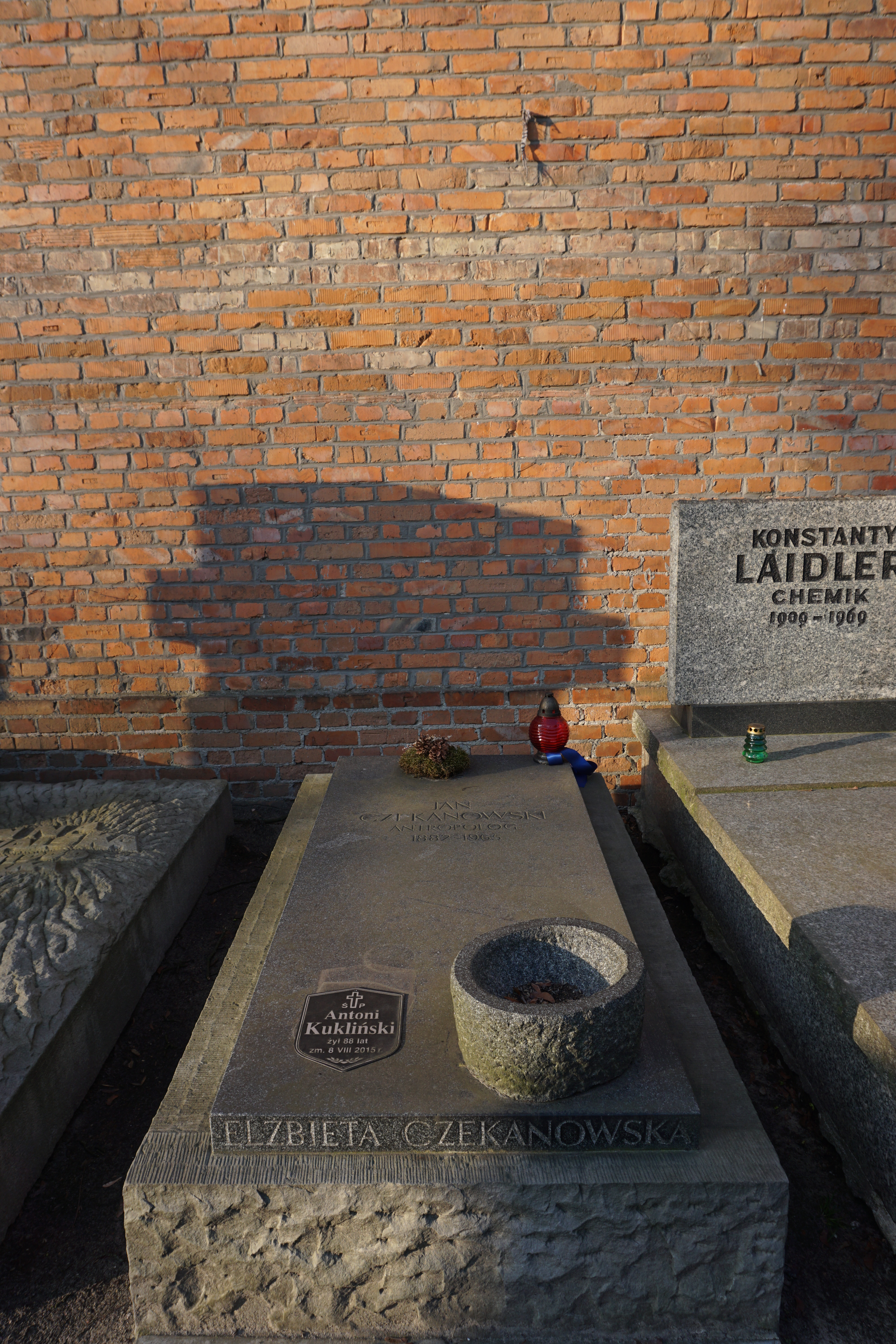
Grób Jana Czekanowskiego na cmentarzu Powązkowskim

Jan Czekanowski (ur. 6 października 1882 w Głuchowie, zm. 20 lipca 1965 w Szczecinie) – polski antropolog, etnograf, statystyk, podróżnik i językoznawca. Prezes Polskiego Towarzystwa Ludoznawczego (1961-1964)

## Życiorys
Syn Wincentego i Amelii z domu Guthke. Nauki podstawowe pobierał początkowo w domu, następnie uczęszczał do Gimnazjum Wojciecha Górskiego w Warszawie. Później przeniósł się do Lipawy, gdzie w 1901 ukończył szkołę średnią i otrzymał świadectwo dojrzałości. W 1902 zapisał się na uniwersytet w Zurychu. Studiował antropologię, anatomię, etnografię i matematykę. Był uczniem Rudolfa Martina, słynnego szwajcarskiego antropologa i autora klasycznego podręcznika Lehrbuch der Anthropologie, którego standardy do dziś są stosowane w antropologii. Studia ukończył w 1906, w 1907 obronił doktorat. Podjął pracę asystenta w Królewskim Muzeum Ludoznawczym w Berlinie w dziale Afryki i Oceanii. Wziął udział w słynnej dwuletniej wyprawie antropologicznej do środkowej Afryki (1906–1907). Ekspedycja nosiła nazwę Deutsche Zentral-Afrika Expedition. Oprócz J. Czekanowskiego w wyprawie wzięli udział: botanik – dr Johann Mildbread z Muzeum Botanicznego w Dahlem, zoolog – dr Hans Schubotz z Uniwersytetu Berlińskiego, geolog – dr Egon Friedrich Kirschstein z Instytutu Geologiczno-Paleontologicznego w Berlinie.
Prowadził badania międzyrzecza rzek Kongo – Nil, uczestnicząc w ekspedycji księcia Adolfa Meklemburskiego. Po powrocie usystematyzował zebrane materiały antropologiczne i etnograficzne, które zostały wydane w pięciu tomach. W 1910 r. przeniósł się do Muzeum Antropologii i Etnografii w Petersburgu. W 1913 został kierownikiem Zakładu Antropologicznego na Uniwersytecie we Lwowie, gdzie stworzył lwowską szkołę antropologiczną. Od 1916 roku był członkiem Ligi Narodowej. Był ekspertem delegacji polskiej na konferencji pokojowej w Paryżu w 1919 roku zajmującym się zagadnieniami geograficznymi i etnograficznymi. W latach 1934–1936 był rektorem Uniwersytetu Jana Kazimierza we Lwowie. Wprowadził nowatorską zasadę statystyki matematycznej.
Mieszkał i pracował we Lwowie w latach 1913–1945. Po agresji ZSRR na Polskę, okupacji Lwowa przez Armię Czerwoną i aneksji miasta przez ZSRR w latach 1939–1941 kontynuował pracę na Uniwersytecie. Po II wojnie światowej osiadł w Poznaniu, gdzie kierował Katedrą Antropologii Uniwersytetu im. Adama Mickiewicza. Przeprowadził badania dynamiki rozwoju ludności w okresie 1937–1946 i strat ludnościowych Polski. Był zwolennikiem kierunku statystycznego w badaniach antropologicznych. Na podstawie własnych badań uważał, że państwo polskie zawdzięczało swą genezę Gotom.
Piastował liczne funkcje naukowe i społeczne m.in. był wiceprezesem Polskiego Towarzystwa Statystycznego, wiceprezesem Okręgu Lwowskiego Towarzystwa Rozwoju Ziem Wschodnich w 1939 roku. Był zaangażowany w prace Komitetu Słowiańskiego w Polsce. W latach 1923–1924 był prezesem Polskiego Towarzystwa Przyrodników im. Kopernika. W 1959 Uniwersytet Wrocławski, a 2 kwietnia 1962 Uniwersytet im. Adama Mickiewicza w Poznaniu przyznały mu tytuł doktora honoris causa.
W 1952 r. został członkiem korespondentem, a w 1957 r. członkiem rzeczywistym PAN.
Pochowany na cmentarzu Powązkowskim (Aleja Zasłużonych-1-144).
Jego córka Anna Czekanowska-Kuklińska, profesor muzykologii, rozwinęła metodę statystyki matematycznej w dziedzinie badań porównawczych nad melodiami ludowymi.

## Publikacje
- Zarys metod statystycznych w zastosowaniu do antropologii (1913)[13]
- Forschungen in Nil-Kongo-Zwischengebiet, Leipzig 1917, t. 1–5.
- Zarys antropologii Polski (1930)[14]
- Człowiek w czasie i przestrzeni (1934[15], 1937[16], 1967[17])
- Podstawy teoretyczne antropologii i jej konsekwencje (1947)[18]
- Zagadnienia antropologii (zarys antropologii teoretycznej) (1948)[19]
- Polska-Słowiańszczyzna. Perspektywa antropologiczna (1948)[20]
- Wstęp do historii Słowian. Perspektywy antropologiczne, etnograficzne, prehistoryczne i językoznawcze (1927[21], 1957[22])
- W głąb lasów Aruwimi. Dziennik wyprawy do Afryki Środkowej (1958)[23]

## Ordery i odznaczenia
- Order Sztandaru Pracy I klasy[24][25]
- Krzyż Komandorski Orderu Odrodzenia Polski (7 listopada 1925)[26][24][25][27][28]
- Medal 10-lecia Polski Ludowej[25]
- Odznaka 1000-lecia Państwa Polskiego[25]
- Komandor Orderu Świętego Sawy (Serbia)[24][27]
- Order Korony (Belgia)[24][27][27]
- Order Zasługi Cywilnej (Bułgaria)[24]
- Order Gryfa (Meklemburgia)[24][27]
- Medal Pamiątkowy Ekspedycji Środkowo-Środkowo-Afrykańskiej (Meklemburgia)[27]